# Tennis Channel Open 2008
Il Tennis Channel Open 2008 è stato un torneo di tennis giocato sul cemento.
È stata la 21ª edizione del Tennis Channel Open,che fa parte della categoria International Series nell'ambito dell'ATP Tour 2008.
Si è giocato al The Amanda & Stacy Darling Memorial Tennis Center di Las Vegas in Nevada, 
dal 3 al 9 marzo 2008.

## Campioni

### Singolare
Sam Querrey ha battuto in finale  Kevin Anderson con il punteggio di 4–6, 6–3, 6–4

### Doppio
Julien Benneteau /  Michaël Llodra hanno battuto in finale  Bob Bryan /  Mike Bryan con il punteggio di 6–4, 4–6, 10–8